# Velká Británie na Letních olympijských hrách 2016
Velkou Británii na Letních olympijských hrách v roce 2016.

## Medailová umístění
| Medaile | Jméno | Sport                | Disciplína                             |
| ------- | --- | -------------------- | -------------------------------------- |
| Zlato   | Adam Peaty | Plavání              | Muži 100 m prsa                        |
| Zlato   | Joe Clarke | Kanoistika           | Muži K-1                               |
| Zlato   | Jack Laugher Chris Mears | Skoky do vody        | Muži synchronizované skoky z prkna 3 m |
| Zlato   | Philip Hindes Jason Kenny Callum Skinner | Cyklistika           | Muži sprint (družstvo)                 |
| Zlato   | Helen Gloverová Heather Stanningová | Veslování            | Ženy dvojka bez kormidelníka           |
| Zlato   | Alex Gregory Constantine Louloudis George Nash Mohamed Sbihi | Veslování            | Muži čtyřka bez kormidelníka           |
| Zlato   | Steven Burke Ed Clancy Owain Doull Bradley Wiggins | Cyklistika           | Muži stíhací závod družstev            |
| Zlato   | Paul Bennett Scott Durant Matt Gotrel Matt Langridge Tom Ransley Pete Reed William Satch Andrew Triggs Hodge Phelan Hill | Veslování            | Muži osmiveslice                       |
| Zlato   | Katie Archibaldová Elinor Barkerová Joanna Rowsellová Laura Trottová | Cyklistika           | Ženy stíhací závod družstev            |
| Zlato   | Mohamed Farah | Atletika             | Muži 10,000 m                          |
| Zlato   | Max Whitlock | Sportovní gymnastika | Muži prostná                           |
| Zlato   | Justin Rose | Golf                 | Muži jednotlivci                       |
| Zlato   | Max Whitlock | Sportovní gymnastika | Muži kůň našíř                         |
| Zlato   | Jason Kenny | Cyklistika           | Muži sprint                            |
| Zlato   | Andy Murray | Tenis                | Muži dvouhra                           |
| Zlato   | Charlotte Dujardinová | Jezdectví            | Drezura – jednotlivci                  |
| Zlato   | Giles Scott | Jachting             | Finn                                   |
| Zlato   | Laura Trott | Cyklistika           | Ženy omnium                            |
| Zlato   | Jason Kenny | Cyklistika           | Muži keirin                            |
| Zlato   | Alistair Brownlee | Triatlon             | Muži                                   |
| Zlato   | Saskia Clark Hannah Millsová | Jachting             | Ženy 470                               |
| Zlato   | Jade Jonesová | Taekwondo            | Ženy 57 kg                             |
| Zlato   | Nick Skelton | Jezdectví            | Parkurové skákání (jednotlivci)        |
| Zlato   | Maddie Hinch Laura Unsworth Crista Cullen Hannah Macleod Georgie Twigg Helen Richardson-Walsh Susannah Townsend Kate Richardson-Walsh Sam Quek Alex Danson Giselle Ansleyová Sophie Bray Hollie Webb Shona McCallin Lily Owsley Nicola White | Pozemní hokej        | Družstvo žen                           |
| Zlato   | Liam Heath | Kanoistika           | Muži K-1 200 m                         |
| Zlato   | Nicola Adams | Box                  | Ženy Muší váha (– 51 kg)               |
| Zlato   | Mohamed Farah | Atletika             | Muži 5000 m                            |
| Stříbro | Jazmin Carlin | Plavání              | Ženy 400 m volný způsob                |
| Stříbro | Siobhan-Marie O'Connor | Plavání              | Ženy 200 m polohový závod              |
| Stříbro | James Guy Stephen Milne Duncan Scott Daniel Wallace Robbie Renwick* | Plavání              | Muži štafeta 4 × 200 m volný způsob    |
| Stříbro | Vicky Thornley Katherine Grainger | Veslování            | Ženy dvojskif                          |
| Stříbro | David Florence Richard Hounslow | Kanoistika           | Muži C-2                               |
| Stříbro | Mark Robertson Ruaridh McConnochie Phil Burgess Dan Norton James Rodwell Tom Mitchell Dan Bibby James Davies Ollie Lindsay-Hague Sam Cross Marcus Watson Mark Bennett                                                                        | Ragby                | Družstvo mužů                          |
| Stříbro | Fiona Bigwoodová Charlotte Dujardinová Carl Hester Spencer Wilton | Jezdectví            | Drezura (družstva)                     |
| Stříbro | Bryony Page | Skoky na trampolíně  | Ženy                                   |
| Stříbro | Jazmin Carlin | Plavání              | Ženy 800 m volný způsob                |
| Stříbro | Karen Bennett Olivia Carnegie-Brown Jessica Eddie Katie Greves Frances Houghton Zoe Lee Polly Swann Melanie Wilson Zoe De Toledo | Veslování            | Ženy osmiveslice                       |
| Stříbro | Becky James | Cyklistika           | Ženy keirin                            |
| Stříbro | James Guy Adam Peaty Duncan Scott Chris Walker-Hebborn | Plavání              | Muži štafeta 4 × 100 m polohový závod  |
| Stříbro | Jessica Ennisová-Hillová | Atletika             | Ženy sedmiboj                          |
| Stříbro | Nick Dempsey | Jachting             | Muži RS:X                              |
| Stříbro | Louis Smith | Sportovní gymnastika | Muži kůň našíř                         |
| Stříbro | Callum Skinner | Cyklistika           | Muži sprint                            |
| Stříbro | Mark Cavendish | Cyklistika           | Muži omnium                            |
| Stříbro | Becky James | Cyklistika           | Ženy sprint                            |
| Stříbro | Jack Laugher | Skoky do vody        | Muži 3 m prkno                         |
| Stříbro | Liam Heath Jon Schofield | Kanoistika           | Muži K-2 200 m                         |
| Stříbro | Jonathan Brownlee | Triatlon             | Muži                                   |
| Stříbro | Lutalo Muhammad | Taekwondo            | Muži 80 kg                             |
| Stříbro | Joseph Joyce | Box                  | Muži super těžká váha (+ 91 kg)        |
| Bronz   | Edward Ling | Sportovní střelba    | Muži trap                              |
| Bronz   | Tom Daley Daniel Goodfellow | Skoky do vody        | Muži synchronizované skoky z věže 10 m |
| Bronz   | Chris Froome | Cyklistika           | Muži časovka                           |
| Bronz   | Steven Scott | Sportovní střelba    | Muži double trap                       |
| Bronz   | Sally Conwayová | Judo                 | Ženy 70 kg                             |
| Bronz   | Max Whitlock | Sportovní gymnastika | Muži víceboj – jednotlivci             |
| Bronz   | Greg Rutherford | Atletika             | Muži skok daleký                       |
| Bronz   | Sophie Hitchonová | Atletika             | Ženy hod kladivem                      |
| Bronz   | Amy Tinklerová | Sportovní gymnastika | Ženy prostná                           |
| Bronz   | Nile Wilson | Sportovní gymnastika | Muži hrazda                            |
| Bronz   | Katy Marchant | Cyklistika           | Ženy sprint                            |
| Bronz   | Joshua Buatsi | Box                  | Muži polotěžká váha (– 81 kg)          |
| Bronz   | Marcus Ellis Chris Langridge | Badminton            | Muži dvojice                           |
| Bronz   | Daryll Neitaová Asha Philipová Desiree Henryová Dina Asherová-Smithová | Atletika             | Ženy štafeta 4 × 100 m                 |
| Bronz   | Vicky Holland | Triatlon             | Ženy                                   |
| Bronz   | Bianca Walkden | Taekwondo            | Ženy +67 kg                            |
| Bronz   | Emily Diamond Eilidh Doyleová Anyika Onuora Kelly Massey* Christine Ohuruoguová | Atletika             | Ženy štafeta 4 × 400 m                 |